# Aeródromo Militar de San Lucas
El Aeródromo Militar de San Lucas (Código OACI: MX94 - Código DGAC: MSL) es un pequeño aeródromo ubicado en la localidad de Ejido San Lucas, Baja California Sur y es operado por la Secretaría de la Defensa Nacional. Se encuentra en las instalaciones del 16 Batallón de infantería en la 40va Zona Militar, cuenta con una pista de aterrizaje sin pavimentar de 1,372 metros de largo y 40 metros de ancho así como una plataforma de aviación de 7,200 metros cuadrados (120m x 60m).